# Heraldyka napoleońska

Herb Filipa d’Ornano jako hrabiego Cesarstwa, z insygniami Marszałka Francji i Legii Honorowej

Herb cesarski

Heraldyka napoleońska – nowy system heraldyczny wprowadzony przez cesarza Napoleona I dekretem z 1 marca 1808 w miejsce zniesionych przez rewolucję herbów i tytułów Ancien Régime'u. Obejmował wszystkie herby francuskie – państwowy (cesarstwa), rodowe, terytorialne i miejskie. Akt ten poprzedziło stworzenie księstw bezpośrednio zależnych od Francji w marcu 1806 r.
Szczegółowe rozróżnienie hierarchii tytułów i rang odzwierciedlało system biurokratyczny cesarstwa. Rygorystyczną kontrolą używania herbów i tytułów oraz tworzenie herbów nowo kreowanej szlachty zajmowała się powołana w tym celu heroldia cesarska (franc. Conseil du Sceau). Symbolika i styl heraldyki napoleońskiej nawiązywały często do cesarstwa rzymskiego i panującego stylu Empire. Obowiązywała do upadku Napoleona. Po restauracji Burbonów nie była stosowana (z wyjątkiem okresu II Cesarstwa Francuskiego, kiedy została na krótko przywrócona), aczkolwiek herby i tytuły nadane przez Napoleona zostały w większości zatwierdzone.
Heraldyka napoleońska, choć krótko stosowana, wywarła duży wpływ na heraldykę francuską; wiele jej elementów zostało przyjętych także przez heraldykę republikańską, zwłaszcza w herbach miejskich i terytorialnych. Napoleońskie tytuły arystokratyczne, mimo że oficjalnie zniesione jak reszta tytułów, są nadal stosowane w stosunkach prywatnych i nieoficjalnych, choć są traktowane zwykle jako mniej zaszczytne niż dawne tytuły Ancien Régime'u.

## Herb cesarstwa
Napoleon wprowadził w miejsce zniesionego przez rewolucję królewskiego herbu Francji ze złotymi liliami nowy herb cesarski, przedstawiający w błękitnym polu złotego orła z opuszczonymi skrzydłami, patrzącego w lewo, trzymającego w szponach wiązki błyskawic. Orzeł stylistyką nawiązywał do orłów legionów rzymskich, był także nawiązaniem do symboliki monarchii Karolingów.
Za tarczą otoczoną łańcuchem Legii Honorowej były skrzyżowane złote berło cesarskie i złote berło, zakończone srebrną dłonią, tzw. berło sprawiedliwości. Hełm złoty, otwarty, ozdobiony damaskinażem, zwieńczony koroną cesarską. Zamiast labrów całość otaczał płaszcz podbity gronostajem, czerwony, usiany złotymi pszczołami.
Pszczoły w napoleońskiej heraldyce obecne były często, nawiązywały do symboliki państwa Merowingów, gdyż w grobowcu króla Childeryka znaleziono kilkaset miniaturowych złotych obiektów, niekiedy identyfikowanych jako przedstawienie pszczół.

## Oznaczenia czapek napoleońskich
W miejsce hełmów i koron rangowych wprowadzono specjalny typ czapek – biretów, różniących się w zależności od godności kolorem i liczbą ozdabiających je piór strusich. Wierzch biretu był zawsze z czarnego aksamitu, ozdobiony dookoła złotą wąską wypustką, z przodu zaś złotym, trójkątnym umocowaniem piór ozdobionym okrągłą broszą z perłami. Otoki biretów różniły się wyglądem w zależności od rangi: kawaler miał otok zielony, wyższe godności – z różnych odmian futer heraldycznych.
Jedynymi herbami, w których pozostawiono korony były herb cesarski i herby utworzonych przez Napoleona suwerennych księstw. Herb cesarski był zdobiony zamkniętą koroną cesarską, natomiast herby książąt suwerennych – dawną francuską koroną książęcą, z błękitną podkładką wewnątrz:
- kawaler – czapka z zielonym podbiciem i pojedynczym piórem,
- baron – czapka z podbiciem z futra kontr-łasicy z trzema piórami,
- hrabia – czapka z podbiciem kontr-gronostajowym i pięcioma piórami,
- prince – czapka z podbiciem z futra łasicy i siedmioma piórami,
- duc – czapka z podbiciem gronostajowym i siedmioma piórami.

## Oznaczenia w tarczy herbowej

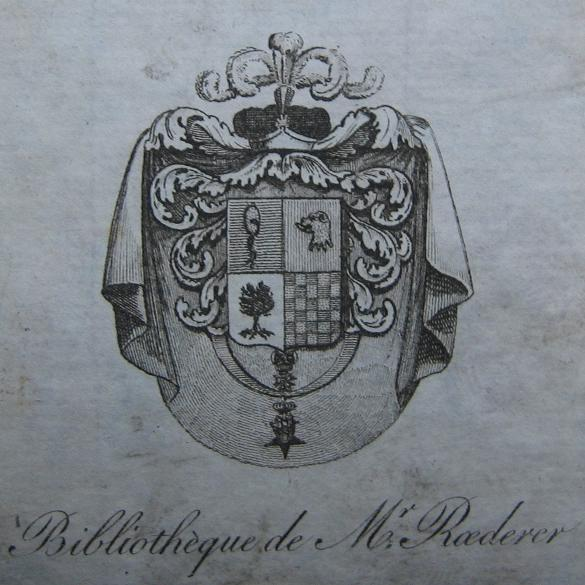
Herb hrabiego cesarstwa Pierre-Louisa Roederera z płaszczem senatorskim

Prócz czapek heraldyka napoleońska wprowadziła oznaczenia godności umieszczane w samej tarczy herbowej. Oznaczenia te bardzo precyzyjnie informowały nie tylko o randze właściciela herbu, ale także na jakim polu zasłużył na tytuł.
Oznaki najwyższych godności – książęcych (prince i duc), były umieszczane w głowicy tarczy, oznaki pozostałych tytułów zaś w kantonie lub franc-quartier. Tło tych zaszczytnych figur było błękitne dla książąt (prince) i hrabiów, natomiast czerwone dla diuków, baronów i kawalerów.
W herbie książąt suwerennych w błękitnej głowicy umieszczony był złoty cesarski orzeł, w herbie książąt rangi prince – błękitna głowica usiana była złotymi pszczołami, a herby książąt niższej rangi (duc) miały czerwoną głowicę usianą srebrnymi pięcioramiennymi gwiazdami. Godła umieszczane w polach (złote na błękitnym, srebrne na czerwonym) pozostałych rang informowały, że właściciel herbu i tytułu jest np. wojskowym, prokuratorem generalnym, członkiem parlamentu, radcą dworu, właścicielem ziemskim, duchownym, senatorem czy też urzędnikiem określonego szczebla.
Na tarczy herbowej umieszczano również oznaczenia dla kawalerów orderów – Legii Honorowej, Żelaznej Korony oraz Ordre de la Réunion.
Specjalnie wyróżniano herby kobiet, umieszczając odpowiednie godła nie w kwadratowym polu, lecz małej tarczy sercowej, złotej dla hrabin, a srebrnej dla baronowych. Herby wdów po poległych w służbie cesarskiej wojskowych udostojniane były złotą tarczą sercową z czarną bordiurą i czarnym mieczem w słup.

## Zewnętrzne oznaki godności
Prócz biretów i oznaczeń tarczy arystokratom cesarstwa przysługiwały zewnętrzne oznaki godności. Najwyższe rangi otaczały herb płaszczem w kolorze błękitnym lub czerwonym (tylko rodzina cesarska), ozdobionym złotymi sznurami i chwostami. Dodatkowo obok tarczy lub za tarczą umieszczane były symbole piastowanego urzędu – np. laski Marszałka Francji, klucze Wielkiego Szambelana.
Zgodnie z dekretem różna była wielkość (liczba "liści") labrów otaczających herb: princes i diukowie mieli prawo do trzech złotych (z każdej strony tarczy), hrabiowie do podwójnych, górne złote, dolne srebrne, baronowie do podwójnych srebrnych, zasada ta jednak rzadko była stosowana.
- Książęta (princes) z rodziny cesarskiej mieli prawo do czerwonego płaszcza, usianego złotymi pszczołami, podbitego gronostajem.
- Książęta dygnitarze cesarstwa (princes grands dignitaires)[c] używali błękitnego płaszcza, usianego złotymi pszczołami, podbitego gronostajem, ze złotymi frędzlami. Płaszcz zwieńczony był mitrą koloru błękitnego, z podbiciem gronostajowym, franc. bonnet d’honneur.
- Książęta (princes) mieli płaszcz błękitny, ze złotymi frędzlami, podbity gronostajem, zwieńczony złotą koroną z liści akantu.
- Książęta (duc) mieli płaszcz błękitny, ze złotymi frędzlami, podbity futrem łasicy (vair).
- hrabiowie – senatorzy używali płaszcza błękitnego, z podbiciem w barwie srebrnej.

## Heraldyka miejska
Heraldyka napoleońska wprowadzała też zmiany w herbach miejskich i terytorialnych. Odpowiednio oznaczana była ranga i wielkość miast. Stosowane były, podobnie jak w przypadku herbów personalnych oznaczenia umieszczane na tarczy (najczęściej cyfra cesarza, z dodatkami, gwiazdą, pszczołą, mostem, kolumnami). Wyższa ranga oznaczana była umieszczaniem tych dodatków w głowicy herbu. Rangę miasta określało także kilka odmian korony muralis. Praktykowane było również umieszczanie orderów herbowych w samej tarczy lub poniżej. Tarczę herbu miejskiego otaczał wieniec, z lewej z gałązek oliwnych, z prawej z dębowych, opleciony wstęgami.
- Miasta 1. rangi (bonnes villes) oznaczano trzema złotymi pszczołami w czerwonej głowicy tarczy; tarczę wieńczyła złota corona muralis o siedmiu basztach, z której wyrastał orzeł cesarstwa Wieniec wokół tarczy złoty, wstęgi czerwone.
- Miasta 2. rangi oznaczano błękitnym prawym frank-quartierem ze złotą literą "N" umieszczoną pod takąż pięcioramienną gwiazdą. Srebrna korona miała pięć baszt. Wieniec wokół tarczy srebrny, wstęgi błękitne.
- Miasta 3. rangi oznaczano czerwonym lewym frank-quartierem, ze srebrną literą "N", pod takąż gwiazdą. Herb zamiast korony wieńczył złoty kosz wypełniony takimiż kłosami. Wieniec wokół tarczy zielony z czerwonymi wstęgami.

Heraldyka napoleońska wywarła duży wpływ na współczesne herby miejskie. Zwłaszcza zewnętrzne elementy herbu, wieńce, korony, stylistyka są często stosowane w herbach miast wielu krajów świata.